# Glavoč pločar
Glavoč pločar (lat. Gobius cobitis) riba je iz velike porodice glavoča, (lat. Gobiidae).  

## Opis
Ovaj glavoč je najveći mediteranski glavoč, a ujedno i najveći glavoč u Jadranu. Naraste do 27 cm duljine i do 0,5 kg težine, što ga čini divom u odnosu na velik broj svojih rođaka. Ima izduljeno tijelo, zaobljen trbuh i tupo zaobljenu gubicu s debelim usnama. Tijelo mu je prekriveno šarama, u nijansama zelene, smeđe, žute i sive, tako da se vrlo dobro prilagođava boji okoline. 
Hrani se svime što može uhvatiti ili naći, od algi, preko manjih životinjica do otpadaka.

## Razmnožavanje
Pari se krajem proljeća, kada ženka polaže jajašca na skrovito mjesto, a mužjak ih ostaje čuvati do izlijeganja. Glavoč pločar živi oko 10 godina.

## Rasprostranjenost
Glavoč pločar živi u istočnom Atlantiku od južnih dijelova Britanije do Maroka, i u Mediteranu i Crnom moru. Prolaskom kroz Sueski kanal nastanio se i u Crvenom moru.
Obitava na kamenitom terenu, gdje u raznim udubinama i rupama ima zaklon. Odgovara mu i bočata voda te se može naći i na mjestima s izvorima slatke vode. Živi na manjim dubinama, do 10 m, ponekad i u samom plićaku.

## Zanimljivosti
Glavoč pločar se u prirodi ponekada križa s glavočem mrkuljem (Gobius pagenellus).

## Vanjske poveznice
|  | Zajednički poslužitelj ima stranicu o temi Gobius cobitis    |
|  | Zajednički poslužitelj ima još gradiva o temi Gobius cobitis |
|  | Wikivrste imaju podatke o taksonu Gobius cobitis             |